# طارق انور (تدوین‌گر)
طارق انور (انگلیسی: Tariq Anwar؛ زادهٔ ۲۱ سپتامبر ۱۹۴۵) تدوین‌گر اهل بریتانیا زاده هند است.
وی برنده جایزه بفتا بهترین تدوین در سال ۱۹۹۹ و برنده جایزه بفتا بهترین تدوین تلویزیونی در سال ۱۹۸۰ شده است. طارق همچنین در سال‌های ۱۹۹۹ و ۲۰۱۱ نامزد جایزه اسکار بهترین تدوین نیز شده بود.

## فیلم‌شناسی
- Oppenheimer (TV miniseries) (تلویزیون) (۱۹۸۰)
- جنون شاه جرج (۱۹۹۴)
- Fatherland (۱۹۹۴)
- گروتسک (۱۹۹۵)
- بوته آزمایش (۱۹۹۶)
- بال‌های کبوتر (۱۹۹۷)
- The Object of My Affection (۱۹۹۸)
- دخترعمو بت (۱۹۹۸)
- چای با موسولینی (۱۹۹۹)
- زیبایی آمریکایی (۱۹۹۹)
- Center Stage (۲۰۰۰)
- Greenfingers (۲۰۰۰)
- Alien Love Triangle (۲۰۰۲)
- Sylvia (۲۰۰۳)
- Stage Beauty (۲۰۰۴)
- American Crude (۲۰۰۵)
- Alpha Male (۲۰۰۶)
- چوپان خوب (۲۰۰۶)
- جاده انقلابی (۲۰۰۸)
- مرد دیگر (۲۰۰۸)
- رستاخیز (۲۰۰۸–۲۰۱۴)
- شهروند مطیع قانون (۲۰۰۹)
- سخنرانی پادشاه (۲۰۱۰)
- آزادی‌خواه (۲۰۱۳)
- بانویی در ون (۲۰۱۵)